# 窄尾高原鳅
窄尾高原鳅（学名：Triplophysa tenuicauda）为輻鰭魚綱鯉形目條鳅科高原鳅属的鱼类。分布于克什米尔地区的印度河上游及其邻近地区以及西藏阿里地区的狮泉河等，體長可達6公分。该物种的模式产地在印度河上游Hanle寺旁一支流。

## 扩展阅读
維基物種上的相關：窄尾高原鳅